# Рачка
Ра́чка — малая река в Басманном и Таганском районах Центрального административного округа Москвы, правый приток Яузы и бывший левый приток Москвы-реки. В 1740 году во время разлива Рачка затопила церковь Троицы на Грязех. В 1750-м архитектор Дмитрий Ухтомский подготовил проект заключения реки в коллектор. В 1759 году речное русло канализировали. В XIX веке приустьевую часть коллектора перенаправили в Яузу. По степени техногенной трансформации Рачка относится к IV классу — река заключена в коллектор, поверхностный водоток утрачен.
Длина Рачки составляет 1,9 км, площадь водосборного бассейна — 1,5 км². Исток расположен к западу от Чистого пруда. Водоток проходит на юг, пересекает Покровку и движется вдоль Колпачного и Подкопаевского переулков. Далее река пересекает улицу Солянку, поворачивает на юго-восток. Устье расположено западнее Астаховского моста. Прежнее устье Рачки находилось в 250 метрах выше слияния рек Яузы и Москвы.
Название водотока может быть связано со словами «рак», «рачить» — ловить раков, «рачистое место» — речка, в которой водится много раков. Возможно, гидроним связан с наименованием соседней реки Сорочка.